# Nordiska spelen
Nordiska spelen var nordiska vintersporttävlingar som arrangerades på olika platser i Norden mellan åren 1901 och 1926 av Sveriges centralförening för idrottens främjande. Vilka sporter som fanns på programmet varierade något mellan de olika spelen. Nordiska spel är föregångare till olympiska vinterspelen.

## Historik
Idén till spelen väcktes i slutet av 1890-talet av Johan Widmark och utformades av Viktor Balck och Centralföreningen för idrottens främjande. 
Nordiska spelens utformning och ideologiska grund var i flera avseenden annorlunda än de olympiska spelens. Vid Nordiska spelen återfanns flera vinteridrottsgrenar som sedan inte upptogs på det olympiska programmet, såsom sparkstöttingstävlan och skridskosegling. Spelen karaktäriserades i mycket av nationalistisk manifestering av nordisk kämpaglöd och kultur, vilket bland annat syns i valet av idrottsgrenar. Därför gavs också utrymme åt grenar som vanligtvis inte förknippas med vinteridrott, exempelvis fäktning, som var en traditionell militäridrott, samt gymnastik, som genom den så kallade linggymnastiken hade en prominent plats i framförallt den svenska kroppskulturen. Utom idrottstävlan arrangerades även många utställningar och andra kringarrangemang, vilka skulle framvisa det vintriga Nordens säregna kvaliteter. 
Coubertins internationalistiska olympiska ideal var således föga närvarande vid de Nordiska spelen. Detta hindrade dock inte att spelen var stora folkfester som väckte uppmärksamhet även utomlands.
Utländska idrottsmän inbjöds att delta, men en överväldigande del av de tävlande var svenskar. 
Vid de första Nordiska spelen i Saltsjöbaden 1901 beslutades att spelen skulle hållas vart annat år växelvis i Sverige och Norge. Efter Unionsupplösningen 1905 kom alla tävlingar hållas i Sverige, och inte så ofta som vartannat år. (1907 ordnades liknande spel i Helsingfors som även svenskar deltog i.) 1930 inställdes tävlingarna på grund av ogynnsam väderlek. Man gjorde i början av 1930-talet försök att blåsa liv i tävlingarna genom tävlingar som skulle hållas vart fjärde år i Sverige, Norge och Finland med början 1938, men förslaget föll.

## Arrangörsorter
- 1901 -- Stockholm, Sverige
- 1903 -- Kristiania, Norge
- 1905 -- Stockholm, Sverige
- 1909 -- Stockholm, Sverige
- 1913 -- Stockholm, Sverige
- 1917 -- Stockholm, Sverige
- 1922 -- Stockholm, Sverige
- 1926 -- Stockholm, Sverige

Liknande spel hölls i Helsingfors i Finland 1907 som ibland har betraktats som Nordiska spel, men det är oklart om de formellt räknades som Nordiska Spel.

## Sporter

### Bandy
Bandy spelades vid de flesta upplagorna av Nordiska spelen, men turneringen skilde sig åt från gång till gång. Ofta var det klubblag som spelade, men några gånger sammansatta landskapslag. 1922 var det en landslagsturnering. Här listas vinnarna.
- 1901 -- Uppsala HK
- 1903 -- endast uppvisningsmatcher, ingen bandyturnering
- 1905 -- Uppsala HK
- 1909 -- AIK
- 1913 -- AIK
- 1917 -- Uppland
- 1922 -- Sverige
- 1926 -- Stockholm